# Metopoplacis
Metopoplacis là một chi bướm đêm thuộc họ Noctuidae.